# دامي تراوري
دامي تراوري (ولد 19 مايو 1986 في ميتز في فرنسا)، لاعب كرة قدم قطري يلعب حاليا لنادي الغرافة القطري أخذ الجنسية القطرية موسم 2013 من أصول فرنسية من أصول سنغالية لاعب قلب دفاع بدأ مسيرته الكروية مع نادي فالنسيان الفرنسي موسم 2004-2005 وفي موسم 2005-2006 أعير لنادي سيدان الفرنسي وبعدها بموسم انتهت إعارته وتحول لنادي فالنسيان الفرنسي وقضى ثلاثة مواسم وفي موسم 2009-2010 انتقل لنادي لخويا لاعب يمتاز بالقوة و الطول والبنية الجسمانية وبالضربات الرأسيه و قوة قدمه .
بدأ في قطر مع نادي لخويا و أعاره لخويا إلى نادي العربي عام 2015 و نادي الجيش عام 2016 .و في عام 2017 صدر قرار بدمج نادي لخويا مع نادي الجيش تحت مسمى نادي الدحيل و انظم بعدها إلى نادي الدحيل و لعب بعدها مع نادي الريان ونادي الغرافة.

## انتقالاته
- 2007-2006 سيدان ---> فالنسيان
- 2010-2009 فالنسيان ---> لخويا

### مشواره مع الاندية
بدأ مسيرته الكروية مع نادي فالنسيان موسم 2004-2005 وفي موسم 2005-2006 أعير لنادي سيدان الفرنسي وبعدها بموسم انتهت إعارته وتحول لنادي فالنسيان الفرنسي وقضى ثلاثة مواسم وفي موسم 2009-2010 انتقل لنادي لخويا انتقال حر وفي أول موسم له كان أحد الركائز الأساسية بالنادي ونجح في قيادة فريقه للفوز بدوري الدرجة الثانية ونهائي كاس الدرجة الثانية وفي الموسم الثاني موسم 2010-2011 شارك مع الفريق في الدوري عشرين مباراة وسجل خمسة أهداف وفي موسم 2011-2012 شارك في الدوري ثمانية عشر مباراة وسجل هدف واحد وفي دوري الرديف لعب مباراة واحدة وبعدها تتالة مشاركاته مع نادي لخويا في الدوري وغيرها من البطولات.

### مشواره مع المنتخب
بعد أن أخذ الجنسية القطرية موسم 2013 بدأت مشاركاته مع منتخب قطر في بطولة غرب آسيا 2013 بالدوحه .

## إنجازاته
- بطل دوري الدرجة الثانية القطري مع نادي لخويا موسم 2009-2010
- بطل دوري نجوم قطر مع نادي لخويا موسم 2010-2011
- بطل دوري نجوم قطر مع نادي لخويا موسم 2011-2012
- بطل كاس سمو ولي العهد مع نادي لخويا موسم 2012-2013
- بطل دوري نجوم قطر مع نادي لخويا موسم 2013-2014
- بطل كأس غرب آسيا مع المنتخب القطري موسم 2013